# 基隆號驅逐艦
基隆號（舷號：DDG-1801）是一艘中華民國海軍現役的基隆級驅逐艦。基隆號是一艘轉購自美國海軍的飛彈驅逐艦，原為1981年服役的紀德級三號艦史考特號（USS Scott DDG-995），隸屬海軍一六八艦隊。

## 歷史
1974年，伊朗巴列维王朝向美國訂購4艘衍生自史普魯恩斯級的防空驅逐艦。1979年建造當中因伊朗爆發伊斯蘭革命，巴勒維國王政權被何梅尼推翻，由於新的伊斯蘭政府採取反美態度，因此美國政府取消所有對伊朗的軍售案。後來由美國海軍以每艘單價3億4300萬美元接收，並以紀念第二次世界大战時期陣亡的美國海軍將領艾希克·坎貝爾·紀德為名，首艘艦DDG-993命名為「紀德」（Kidd），因而稱為「紀德級」驅逐艦。
然而美國海軍已決定以神盾戰鬥系統的阿利·伯克級驅逐艦作為艦隊防空主力，原先，美國希望將4艘紀德艦轉售予澳洲與希臘，不過因為當時澳洲政府對於皇家海軍的計畫及美軍對希臘軍售內容容許程度的原因，兩次軍售都沒有成功，所以本級艦還未到使用期限美國海軍就於1990年代末將紀德級驅逐艦陸續退役封存。
1996年台海飛彈危機之後，台灣認為反飛彈能力不足，因而向美國爭取採購神盾級飛彈驅逐艦。不過 ，由於神盾艦的敏感層級高，而當時美國評估中國大陸的空中對海打擊能力有限，沒有必要出售神盾艦給台灣。不過美國仍秘密派出評估小組來台，說服台灣將目標轉向紀德艦驅逐艦。最後，台灣以總價7億3200萬美金（新台幣243億元）價格與美達成協議，採購4艘紀德級驅逐艦。
2022年5月，汉光38号演习「聯合截擊作戰實彈操演」中，蔡英文總統特別搭乘基隆艦出海，視導從緊急出港、反水雷作戰、艦隊防空、海空聯合反潛、反水面作戰及制空作戰，並聯合三軍及海巡之兵、火力阻敵進犯的「實戰化」操演。

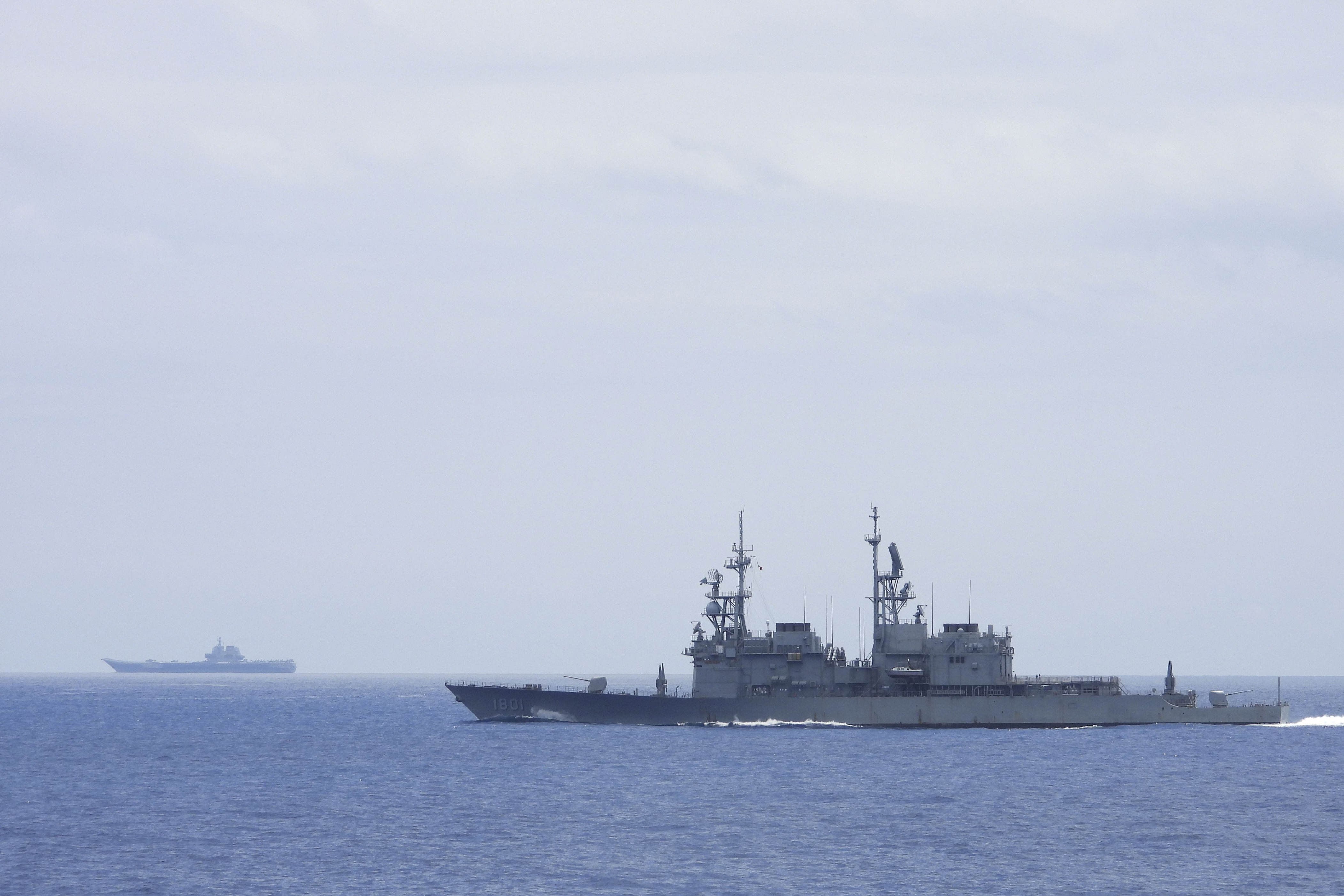
監控山東號航空母艦中的基隆號驅逐艦

2023年9月13日，國防部公佈本艦監控中共航艦山東號畫面。
2024年5月23日，本艦監控進行「聯合利劍2024A」演習的共軍052C西安號。

## 命名
由於紀德艦返台服役時期，台灣社會順應本土化的時代潮流，因此立法院於2005年決議，爾後艦名必須以台灣的人名或地名命名，捨棄過去以中國歷史名將或省會的命名模式，所以成軍時各艦改為以台灣四大軍港為命名，分別命名為基隆（1801）、蘇澳（1802）、左營（1803）、馬公（1805），並改稱為「基隆級」驅逐艦。

## 外部連結
- . Navysite.   [2013-05-21]. （原始内容存档于2021-03-02） （英语）.
- . ROCN VS PLAN. 2012-06-21  [2013-05-21]. （原始内容存档于2012-09-05） （英语）.